# Sol naixent
Sol naixent (títol original: Rising Sun) és un thriller estatunidenc dirigit per Philip Kaufman, estrenat l'any 1993. El film es protagonitzat per Sean Connery (igualment productor delegat del film), Wesley Snipes, Harvey Keitel i Cary-Hiroyuki Tagawa. Ha estat doblada al català.

## Argument
La Nakamoto, una important empresa japonesa, organitza una gran recepció a les seves oficines americanes de Los Angeles. L'empresa considera comprar l'empresa americana d'informàtica MicroCon. Cheryl Lynn Austin, una escort-girl, és trobada morta fora dels locals de la recepció, aparentment després d'un acte sexual violent. El tinent Webster « Web » Smith (Wesley Snipes) és cridat per investigar-ho. El seu superior li demanda d'anar en principi a buscar John Connor, antic capità de policia i expert en cultura japonesa. Els dos policies van a la imponent Torre Nakamoto. Després d'haver examinat l'escena de crim, Smith sosté que tot indica una trobada sexual seguida d'un homicidi. Connor pensa per la seva banda que hi ha hagut una més gran implicació de la societat i que les aparences són enganyoses. Després d'una esgotadora investigació, Connor rep un disc dur que conté el vídeo de vigilància de la nit de l'assassinat. Implica Eddie Sakamura (Cary-Hiroyuki Tagawa), el fill de Yoshida, ric home de negocis japonès, patró de Nakamoto i amic de Connor des de fa temps.

## Repartiment
- Sean Connery: capità John Connor
- Wesley Snipes: tinent Webster « Web » Smith
- Harvey Keitel: tinent Tom Graham
- Cary-Hiroyuki Tagawa: Edward « Eddie » Sakamura
- Kevin Anderson: Bob Richmond
- Mako: Yoshida-san
- Ray Wise: senador John Morton
- Stan Egi: Ishihara
- Stan Shaw: Phillips
- Tia Carrere: Jingo Asakuma
- Steve Buscemi: Willy
- Tatjana Patitz: Cheryl Lynn Austin
- Peter Crombie: Greg
- Sam Lloyd: Rick
- Alexandra Powers: Julia
- Daniel von Bargen: chef Olson
- Lauren Robinson: Zelda « Zelly » Smith
- Amy Hill: Hsieh
- Tom Dahlgren: Jim Donaldson
- Clyde Kusatsu: Tanaka
- Michael Chapman: Fred Hoffman

## Producció

### Gènesi i desenvolupament
Es tracta d'una adaptació cinematogràfica de la novel·la Sol llevant de Michael Crichton, apareguda l'any 1992. L'autor de la novel·la original va estar inicialment implicat en l'escriptura del guió, amb Michael Backes. Els dos homes abandonen finalment el projecte perquè s'oposen que l'un dels personatges principals (el tinent Peter J. Smith) sigui transformat en un afroamericà. El personatge serà reanomenat Webster « Web » Smith.

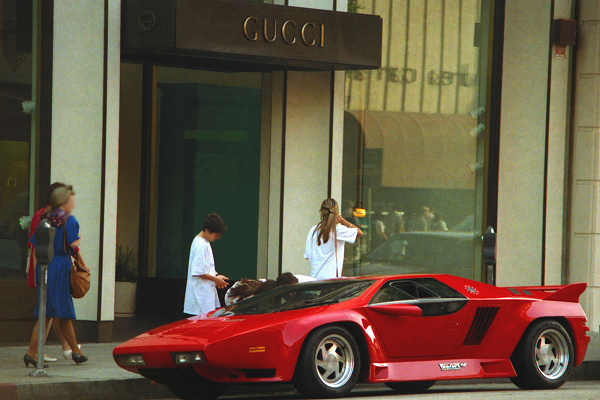
Un Vector W8, similar al present al film

- La identitat final de l'homicida va ser modificada amb relació a la novel·la original, per raons no explicades pel director.[3]
- El cotxe de Eddie Sakamura és un Vector W8 vermell, un supercar americà.
- Una de les palanques principals del film és la diferència cultural entra els Estats Units i el Japó. El capità John Connor (Sean Connery) serveix de guia — de sempaï — a l'investigador Web Smith (Wesley Snipes).

### Repartiment dels papers
Sean Connery encarna el capità John Connor. Michael Crichton confessarà que ha escrit la seva novel·la tenint l'actor en el cap.

### Rodatge
El rodatge va tenir lloc a Los Angeles (Pacific Electric Building, Grand Avenue, Mateo Street, Venice, Downtown Los Angeles, Convention Center, Tillman Water Reclamation Plant a Van Nuys, 20th Century Fox Productora s de Century City) així com a Long Beach.

### Música
1. Taiko Drum Opening (interpretada pel San Francisco Taiko Dojo, composta per Seiichi Tanaka) - 0:44
2. Dont't Fence Me In (escrita per Cole Porter) - 1:45
3. Drive to Connor's Loft - 11:57
4. Web Meets Connor - 0:51
5. Eddie Revealed on Disc - 2:34
6. Chase - 1:04
7. Yakuza Pursuit - 1:01
8. Medley - 3:05
9. Single Petal of a Rose (escrita per Duke Ellington) - 2:06
10. Web's Confession - 2:47
11. Eddie's Showdown -6:12
12. Mystery Figure Revealed - 2:51
13. Senator Morton Gets Faxed - 2:01
14. Tsunami (interpretada pel San Francisco Taiko Dojo, composta per Seiichi Tanaka) - 8:06

## Critica
El film només obté un 35% de parers favorables en el lloc Rotten Tomatoes, amb 37 critiques recollides.